# Saprosites sulcicollis
Saprosites sulcicollis är en skalbaggsart som beskrevs av Rudolph Petrovitz 1969. Saprosites sulcicollis ingår i släktet Saprosites och familjen Aphodiidae. Inga underarter finns listade i Catalogue of Life.